# ادوارد بارنز (نظامی)
ادوارد بارنز (انگلیسی: Edward Barnes؛ 28 october 1776 – ۱۹ مارس ۱۸۳۸) نظامی و سیاستمدار اهل پادشاهی بریتانیای کبیر بود. وی همچنین برندهٔ جوایزی همچون نشان حمام شده‌است.